# Llista de monuments de Pujalt
Llista de monuments de Pujalt inclosos en l'Inventari del Patrimoni Arquitectònic de Catalunya dins del terme municipal de Pujalt (Anoia). Inclou els inscrits en el Registre de Béns Culturals d'Interès Nacional (BCIN) catalogats com a monuments històrics, els béns culturals d'interès local (BCIL) de caràcter immoble i la resta de béns arquitectònics integrants del patrimoni cultural català.
| Monument                                                                                             | Protecció    | Estil/època                 | Localització                                                                      | Coordenades                                          | Codi?         | Imatge |
| --- | ------------ | --------------------------- | --------------------------------------------------------------------------------- | ---------------------------------------------------- | ------------- | --- |
| Castell de Pujalt                                                                                    | BCIN 1326-MH | Medieval                    | Pujalt C. del Castell, 9                                                          | 41° 43′ 03″ N, 1° 25′ 14″ E / 41.717518°N,1.420650°E | RI-51-0005607 | Castell de Pujalt · Vegeu més fotos d'aquest monument · Carregueu una nova foto d'aquest monument                                                |
| Portal i murs de Pujalt                                                                              | BCIN 1327-MH | Medieval                    | Pujalt C. Major                                                                   | 41° 43′ 00″ N, 1° 25′ 17″ E / 41.716679°N,1.421375°E | RI-51-0005608 | Portal i murs de la vila (Pujalt) · Vegeu més fotos d'aquest monument · Carregueu una nova foto d'aquest monument                                |
| Castell de la Guàrdia Pilosa                                                                         | BCIN 1328-MH | Medieval                    | Pujalt La Guàrdia Pilosa. Camí sortint des de l'oest de Sant Martí de Sesgueioles | 41° 42′ 26″ N, 1° 28′ 13″ E / 41.707285°N,1.470292°E | RI-51-0005609 | Castell de la Guàrdia Pilosa (Pujalt) · Vegeu més fotos d'aquest monument · Carregueu una nova foto d'aquest monument                            |
| Castell de Montesquiu                                                                                | BCIN 1337-MH | Medieval                    | Pujalt Camí sortint des del nord de l'Astor (BV-1007)                             | 41° 41′ 39″ N, 1° 25′ 30″ E / 41.694073°N,1.424883°E | RI-51-0005610 | Castell de Montesquiu (Pujalt) · Vegeu més fotos d'aquest monument · Carregueu una nova foto d'aquest monument                                   |
| Castell de Conill                                                                                    | BCIN 1339-MH | Medieval                    | Pujalt Ctra. B-141 a Mirambell-Conill-Pujalt (desaparegut)                        | 41° 43′ 33″ N, 1° 27′ 39″ E / 41.725906°N,1.460881°E | RI-51-0005611 | Carregueu una nova foto d'aquest monument |
| Església parroquial de Sant Andreu, Memorial del XVIII Cos de l'Exèrcit Republicà: Hogar del Soldado | BCIL 2005    | Obra popular                | Pujalt                                                                            | 41° 43′ 03″ N, 1° 25′ 23″ E / 41.717511°N,1.422975°E | IPA-5983      | Església parroquial de Sant Andreu (Pujalt) · Vegeu més fotos d'aquest monument · Carregueu una nova foto d'aquest monument                      |
| Capella de la Concepció, Memorial del XVIII Cos de l'Exèrcit Republicà: centre Cultural              | BCIL 2005    | Gòtic XIV-XV, XX            | Pujalt Pl. del Pare Urbano Izquierdo                                              | 41° 43′ 00″ N, 1° 25′ 15″ E / 41.716605°N,1.420924°E | IPA-5984      | Capella de la Concepció (Pujalt) · Vegeu més fotos d'aquest monument · Carregueu una nova foto d'aquest monument                                 |
| Capella de Sant Ponç                                                                                 |              | Romànic XI-XII              | Pujalt                                                                            | 41° 43′ 03″ N, 1° 25′ 16″ E / 41.717476°N,1.421077°E | IPA-5985      | Capella de Sant Ponç (Pujalt) · Vegeu més fotos d'aquest monument · Carregueu una nova foto d'aquest monument                                    |
| Església de Santa Magdalena                                                                          |              | Romànic XI-XII              | Pujalt L'Astor                                                                    | 41° 41′ 24″ N, 1° 25′ 42″ E / 41.690092°N,1.428249°E | IPA-5987      | Església de Santa Magdalena (Pujalt) · Vegeu més fotos d'aquest monument · Carregueu una nova foto d'aquest monument                             |
| Església de Sant Vicenç de Conill o Església de Santa Maria de Conill                                |              | Obra popular XVII           | Pujalt Conill                                                                     | 41° 43′ 32″ N, 1° 27′ 39″ E / 41.725571°N,1.460844°E | IPA-5989      | Església de Sant Vicenç de Conill (Pujalt) · Vegeu més fotos d'aquest monument · Carregueu una nova foto d'aquest monument                       |
| Cal Senyoret                                                                                         |              | Obra popular XVII           | Pujalt Conill                                                                     | 41° 43′ 33″ N, 1° 27′ 37″ E / 41.725871°N,1.460144°E | IPA-5991      | Cal Senyoret (Pujalt) · Vegeu més fotos d'aquest monument · Carregueu una nova foto d'aquest monument                                            |
| Església de Sant Jaume de la Guàrdia Pilosa                                                          |              | Obra popular XII-XVI, XVIII | Pujalt La Guàrdia Pilosa                                                          | 41° 42′ 24″ N, 1° 28′ 15″ E / 41.706606°N,1.470891°E | IPA-5994      | Església de Sant Jaume de la Guàrdia Pilosa (Pujalt) · Vegeu més fotos d'aquest monument · Carregueu una nova foto d'aquest monument             |
| Església de Sant Joan de les Torres                                                                  |              | Gòtic XIV-XV                | Pujalt Les Torres                                                                 | 41° 41′ 57″ N, 1° 24′ 55″ E / 41.699104°N,1.415285°E | IPA-5996      | Església de Sant Joan de les Torres (Pujalt) · Vegeu més fotos d'aquest monument · Carregueu una nova foto d'aquest monument                     |
| Església de Sant Joan de Vilamajor                                                                   |              | Romànic XII                 | Pujalt Vilamajor                                                                  | 41° 40′ 37″ N, 1° 25′ 46″ E / 41.677024°N,1.429420°E | IPA-5998      | Església de Sant Joan de Vilamajor (Pujalt) · Vegeu més fotos d'aquest monument · Carregueu una nova foto d'aquest monument                      |
| Cal Pou                                                                                              |              | Gòtic, obra popular XV      | Pujalt L'Astor                                                                    | 41° 41′ 23″ N, 1° 25′ 38″ E / 41.689670°N,1.427212°E | IPA-5999      | Cal Pou (Pujalt) · Vegeu més fotos d'aquest monument · Carregueu una nova foto d'aquest monument                                                 |
| Cal Carulla                                                                                          |              | Obra popular XVI-XVII       | Pujalt L'Astor                                                                    | 41° 41′ 22″ N, 1° 25′ 39″ E / 41.689519°N,1.427494°E | IPA-6001      | Cal Carulla (Pujalt) · Vegeu més fotos d'aquest monument · Carregueu una nova foto d'aquest monument                                             |
| Arc de passatge del Carrer de les Voltes                                                             |              | Obra popular XV             | Pujalt C. del Call - c. de les Voltes                                             | 41° 43′ 00″ N, 1° 25′ 15″ E / 41.716721°N,1.420871°E | IPA-28676     | Arc de passatge del carrer de les Voltes (Pujalt) · Vegeu més fotos d'aquest monument · Carregueu una nova foto d'aquest monument                |
| Antic Ajuntament, Memorial del XVIII Cos de l'Exèrcit Republicà: Ajuntament                          | BCIL 2005    |                             | Pujalt Pl. del Pare Urbano Izquierdo                                              | 41° 43′ 00″ N, 1° 25′ 15″ E / 41.716589°N,1.420799°E | IPA-30575     | Antic Ajuntament (Pujalt) · Vegeu més fotos d'aquest monument · Carregueu una nova foto d'aquest monument                                        |
| Memorial del XVIII Cos de l'Exèrcit Republicà: zona de barracons                                     | BCIL 2005    | XX Mitjan                   | Pujalt Obacs de les Escomes                                                       |                                                      | IPA-30576     | Carregueu una nova foto d'aquest monument |
| Memorial del XVIII Cos de l'Exèrcit Republicà: camp de tir                                           | BCIL 2005    | XX Mitjan                   | Pujalt Camí cap a Sant Martí de Sesgaioles                                        |                                                      | IPA-30577     | Carregueu una nova foto d'aquest monument |
| Memorial del XVIII Cos de l'Exèrcit Republicà: casa de refugiats, o Rectoria                         | BCIL 2005    | XX Mitjan                   | Pujalt C. de les Voltes                                                           | 41° 43′ 00″ N, 1° 25′ 16″ E / 41.71678°N,1.42104°E   | IPA-30578     | Carregueu una nova foto d'aquest monument |
| Memorial del XVIII Cos de l'Exèrcit Republicà: hospital, o Cal Franquesa                             | BCIL 2005    |                             | Pujalt C. Major, 2                                                                | 41° 43′ 00″ N, 1° 25′ 16″ E / 41.716728°N,1.421059°E | IPA-30579     | Memorial del XVIII Cos de l'Exèrcit Republicà: hospital (Pujalt) · Vegeu més fotos d'aquest monument · Carregueu una nova foto d'aquest monument |
| Memorial del XVIII Cos de l'Exèrcit Republicà: niu de metralladora                                   | BCIL 2005    |                             | Pujalt Obac de les Escomes                                                        | 41° 43′ 21″ N, 1° 25′ 06″ E / 41.722439°N,1.418215°E | IPA-30580     | Carregueu una nova foto d'aquest monument |
| Memorial del XVIII Cos de l'Exèrcit Republicà: polvorí                                               | BCIL 2005    |                             | Pujalt Ctra. B-102                                                                | 41° 43′ 18″ N, 1° 25′ 22″ E / 41.721619°N,1.422823°E | IPA-30581     | Memorial del XVIII Cos de l'Exèrcit Republicà: polvorí (Pujalt) · Vegeu més fotos d'aquest monument · Carregueu una nova foto d'aquest monument  |
| Memorial del XVIII Cos de l'Exèrcit Republicà: refugi                                                | BCIL 2005    |                             | Pujalt Ctra. B-102                                                                | 41° 43′ 19″ N, 1° 25′ 20″ E / 41.722026°N,1.422248°E | IPA-30582     | Memorial del XVIII Cos de l'Exèrcit Republicà: refugi (Pujalt) · Vegeu més fotos d'aquest monument · Carregueu una nova foto d'aquest monument   |
| Memorial del XVIII Cos de l'Exèrcit Republicà: safareig                                              | BCIL 2005    |                             | Pujalt A 1 km del campament                                                       |                                                      | IPA-30584     | Carregueu una nova foto d'aquest monument |
| Memorial del XVIII Cos de l'Exèrcit Republicà: tendes de campanya                                    | BCIL 2005    |                             | Pujalt Obac de les Escomes                                                        |                                                      | IPA-30585     | Carregueu una nova foto d'aquest monument |